# Platanthera micrantha
Platanthera micrantha är en orkidéart som först beskrevs av Ferdinand von Hochstetter, och fick sitt nu gällande namn av Rudolf Schlechter. Platanthera micrantha ingår i släktet nattvioler, och familjen orkidéer. IUCN kategoriserar arten globalt som starkt hotad. Inga underarter finns listade i Catalogue of Life.